# Monarchismo in Russia
Una restaurazione della monarchia russa è un evento ipotetico in cui la monarchia russa, inesistente da dopo l'abdicazione del regnante in carica Nicola II nel 1917 e l'esecuzione di lui e dei suoi parenti più stretti nel 1918, viene ripristinata nell'odierna Federazione Russa. L'unico partito ad oggi che sostiene tale restauro è il Partito Monarchico di Russia.
La maggior parte delle proposte per il ripristino della monarchia prevede una restaurazione di tipo costituzionale.

Disegno della Corona imperiale di Russia

## Opinione pubblica
Uno studio condotto dal Centro Russo per l'Opinione Pubblica ha dimostrato che quasi un terzo della popolazione russa sarebbe stato favorevole a una restaurazione nel 2013.
Nel 2017, un sondaggio condotto da Izvestija ha rilevato che il 37% di tutti i russi "non era contro la monarchia, ma...non vedeva un candidato per un posto simile". Il sondaggio ha anche rilevato che il 46% dei giovani russi non si opponeva al ripristino della monarchia.

## Opinione politica
La restaurazione è stata proposta, tra gli altri, da Vladimir Petrov, un politico di Russia Unita, il partito al governo e affiliato al presidente Vladimir Putin. Anche il politico di spicco e capo del Partito Liberal-Democratico di Russia (LDPR) Vladimir Žirinovskij, era noto per esprimere tali idee.
Partiti esplicitamente monarchici sono stati o sono Pamjat' e il Partito Monarchico di Russia, e il Movimento Imperiale Russo.

## Opinione religiosa
Ci sono previsioni di profeti ortodossi russi che prevedono in futuro una monarchia in Russia. Vsevolod Chaplin, presidente del Dipartimento Sinodale per la Cooperazione della Chiesa e della Società del Patriarcato di Mosca dal 2009 a dicembre 2015, ha sostenuto che Vladimir Putin dovrebbe diventare "imperatore" della Russia.

## Possibile linea di successione

### Linea maschile diretta (primogenitura maschile)
La linea diretta maschile di successione al principe Andrea Romanov basata sui discendenti dall'imperatore Nicola I di Russia è: 
- Imperatore Nicola I (1796-1855)
  - Imperatore Alessandro II (1818-1881)
    - Imperatore Alessandro III (1845-1894)
      - Imperatore Nicola II (1868-1918)

    - Granduca Vladimir Aleksandrovič di Russia (1847-1909)
      - Kirill Vladimirovič, Granduca di Russia (1876-1938)
        - Granduca Vladimir Kirillovič di Russia (1917-1992)

    - Granduca Pavel Aleksandrovič (1860-1919)
      - Granduca Dmitrij Pavlovič (1891-1942)
        - Principe Paul Dmitriievič Romanov-Ilyinsky (1928-2004)
          - Principe Dimitrij Pavlovič Romanov-Ilyinsky (nato nel 1954)
          - Principe Michele Pavlovič Romanov-Ilyinsky (nato nel 1959)

  - Granduca Nikolaj Nikolaevič di Russia (1831-1891)
    - Granduca Pietro Nikolaevič di Russia (1864-1931)
      - Principe Roman Petrovič di Russia (1896-1978)
        - Principe Nicola Romanovič (1922-2014)
        - Principe Dimitrij Romanovič (1926-2016)

  - Granduca Michail Nikolaevič di Russia (1832-1909)
    - Granduca Aleksandr Michajlovič di Russia (1866-1933)
      - Principe Andrej Aleksandrovič di Russia (1897-1981)
        - Principe Andrej Andreevič (1923-2021) 
          - Principe Alexis Andreevič Romanov (n. 1953)
          - (1) Principe Peter Andreevič (nato nel 1961)
          - (2) Principe Andrew Andreevič (nato nel 1963)

      - Principe Rostislav Aleksandrovič di Russia (1902-1978)
        - Principe Rostislav Rostislavovič (1938-1999)
          - (3) Principe Rostislav Rostislavovič (nato nel 1985) 
            - (4) Principe Rostislav-George Romanov-Georganta (nato nel 2013)

          - (5) Principe Nikita Rostislavovič (nato nel 1987)

        - Principe Nicholas Rostislavovič (1945-2000)
          - (6) Principe Nicholas Christopher Nikolaievič (nato nel 1968)
          - (7) Principe Daniel Joseph Nikolaievič (nato nel 1972) 
            - (8) Principe Jackson Daniel Danilovič (nato nel 2009)

Se si considera il matrimonio di Vladimir Kirillovič con Leonida Georgievna Bagration-Moukhranskaya non morganatico e che gli successe sua figlia Marija Vladimirovna Romanova, la linea di successione è: 
1. Sua Altezza Imperiale e Reale, Granduca George Mikhailovich (nato nel 1981); è stato designato Granduca di Russia sin dalla nascita, oltre ad essere Principe di Prussia (titolo che generalmente non usa).

Il Partito Monarchico di Russia ha invece sostenuto Carlo Emilio di Leiningen (nato nel 1952), noto anche come Nikolaj Kirillovič Romanov o Nicola III.